# Cephalotes duckei
Cephalotes duckei é uma espécie de inseto do gênero Cephalotes, pertencente à família Formicidae.